# Amblyphymus rubidus
Amblyphymus rubidus is een rechtvleugelig insect uit de familie veldsprinkhanen (Acrididae). De wetenschappelijke naam van deze soort is voor het eerst geldig gepubliceerd in 1959 door Brown.
1. ↑  (en) Amblyphymus rubidus op de IUCN Red List of Threatened Species.